# Chelidonichthys cuculus
Chelidonichthys cuculus là một loài cá. Loài cá này được tìm thấy ở thềm lục địa có độ sâu đến 200 m. Chúng có vây gai dưới giống cua và hai vây hai bên sặc sỡ như cánh bướm. Chúng có tiếng kêu như ếch.